# Tomares maculifera
Tomares maculifera är en fjärilsart som beskrevs av Otto Staudinger 1892. Tomares maculifera ingår i släktet Tomares och familjen juvelvingar. Inga underarter finns listade i Catalogue of Life.